# Narimantas
Narimantas eller Narimunt med ortodoxa dopnamnet Gleb, född omkring 1294, död 2 februari 1348, var andre son till den litauiske storfursten Gediminas samt furste av Polotsk (1335(?)–1345) och Pinsk (omkring 1341–1348).
Narimantas nämns första gången 1331, då han sades ha blivit lovad att få härska över republiken Novgorod. År 1333 inbjöds han av Novgorods styrande att ta emot förläningen av Ladoga, Nöteborg, Karelen och halva Koporje län. Syftet var ett starkare skydd mot Tyska orden och Sverige. I sammanhanget döptes han i den ortodoxa läran och förlorade därmed sin arvsrätt till den litauiska tronen. Med uppdraget inledde han traditionen med litauiska legotrupper vid Novgorods norra gräns, som varade ända till Novgorods fall 1478. Före 1338 överförde Narimantas förläningen till sin son Alexander. Omkring 1338 tog Gyllene horden Narimantas till fånga. Ivan I av Moskva löste ut honom från fångenskapen men höll honom som gisslan i Moskva under några år. Då han återvände fick han furstendömet Pinsk av sin far som dog 1341. Han stödde sin bror Jaunutis som hade efterträtt fadern men som störtades av bröderna Algirdas och Kęstutis 1345. Narimantas förlorade Polotsk och flydde till Gyllene horden för att få stöd mot Algirdas. Försöket misslyckades men han sägs där ha gift sig med en tatarisk prinsessa. Efter återkomsten till Litauen försonades han med brodern Algirdas och deltog 1347 i en litauisk krigsexpedition mot Tyska orden. I det fortsatta kriget stupade han mot tyskarna i slaget vid Stréva väster om Vilnius i februari 1348. 

## Familj
Narimantas var gift med Anna Elisabeth, dotter till furst Wasilko av Slonim. Hans andra hustru kan ha varit en dotter till tatarkhanen Tochta men även andra förslag har gjorts.